# إدغار هوفر
جون إدغار هوفر (بالإنجليزية: John Edgar Hoover) (1 يناير 1895 في واشنطن - 2 مايو 1972) كان مسؤولًا أمريكيًا في مجال إنفاذ القانون، وعمل كآخر مدير لمكتب التحقيقات، سلف مكتب التحقيقات الفيدرالي، وأول مدير لمكتب التحقيقات الفيدرالي. عينه الرئيس كالفين كوليدج مديرًا لمكتب التحقيقات لأول مرة في عام 1924، وبعد 11 عامًا في هذا المنصب، لعب هوفر دورًا رئيسيًا في تأسيس مكتب التحقيقات الفيدرالي في يونيو 1935، إذ ظل مديرًا لمدة 37 عامًا إضافية حتى وفاته في مايو 1972. خدم هوفر ما مجموعه 48 عامًا على رأس كل من مكتب التحقيقات ومكتب التحقيقات الفيدرالي تحت إمرة ثمانية رؤساء.
عمل هوفر على توسيع مكتب التحقيقات الفيدرالي ليصبح وكالة أكبر لمكافحة الجريمة، وأدخل العديد من التحديثات على تكنولوجيا الشرطة، مثل إنشاء ملف مركزي للبصمات ومختبرات الطب الشرعي. أنشأ هوفر أيضًا القائمة السوداء الوطنية ووسعها، والتي يُشار إليها أيضًا باسم فهرس مكتب التحقيقات الفيدرالي أو قائمة الفهرس.
أصبح هوفر شخصية مثيرة للجدل مع ظهور أدلة على إساءاته السرية للسلطة. ثبت أيضًا أنه انتهك بشكل روتيني كل من سياسات مكتب التحقيقات الفيدرالي والقوانين التي يُكلف مكتب التحقيقات الفيدرالي بإنفاذها، وجمع الأدلة باستخدام المراقبة غير القانونية والتنصت على المكالمات والاقتحامات. ونتيجة لذلك، تمتع هوفر بقدر كبير من السلطة وتمكن من ترهيب وتهديد الشخصيات السياسية، بمن فيها الشخصيات الرفيعة المستوى.

## النشأة والتعليم
ولد هوفر في العاصمة واشنطن في اليوم الأول من عام 1895. كان والداه آنا ماري (شيتلين قبل الزواج، 1860-1938) وديكرسون نايلور هوفر (1856-1921)، رئيس قسم الطباعة في هيئة المسح الساحلي والجيوديسي بالولايات المتحدة، والذي عمل سابقًا كصانع ألواح في نفس المؤسسة. كان ديكرسون هوفر من أصول إنجليزية وألمانية، أما بالنسبة لعم هوفر الأكبر من جهة الأم، جون هيتز، فقد كان قنصلًا عامًا فخريًا سويسريًا لدى الولايات المتحدة. كان هوفر الأقرب إلى والدته من بين أفراد عائلته، والتي على الرغم من أنها كانت «أكثر ميلًا نحو التهذيب» إلا أنها أظهرت عاطفة كبيرة تجاه ابنها.
ولد هوفر في منزل يقع حاليًا بموقع كنيسة كابيتول هيل المتحدة الميثودية، والواقعة في ساحة سيوارد بالقرب من سوق إيسترن ماركت في حي كابيتول هيل بواشنطن. يوجد في الكنيسة نافذة من الزجاج الملون مخصصة له. لم تُسجل شهادة ميلاد هوفر عند ولادته، على الرغم من أن ذلك كان مطلوبًا في عام 1895 في واشنطن. سُجلت شهادات ميلاد اثنين من إخوته، لكن لم تُسجل شهادة هوفر حتى عام 1938 عندما كان عمره 43 عامًا.
قضى هوفر حياته كلها في واشنطن العاصمة. التحق بمدرسة سنترال الثانوية، حيث غنى في جوقة المدرسة، وشارك في برنامج تدريب ضباط الاحتياط، وشارك في فريق المناظرة. عارض منح المرأة حق التصويت وإلغاء عقوبة الإعدام خلال المناقشات. أشادت صحيفة المدرسة بمنطقه «الرائع والذي لا هوادة فيه». عانى هوفر من التأتأة في صغره، لكنه تعلم لاحقًا التحكم بها من خلال تعليم نفسه التحدث بسرعة، وهي الطريقة التي اتبعها طوال حياته المهنية. أصبح يتحدث في النهاية بسرعة شديدة لدرجة أن المختزلين واجهوا صعوبة في مواكبته.
قُبل هوفر بأول وظيفة له عندما كان في الثامنة عشر من عمره، وهي وظيفة مبتدئة كرسول في قسم الطلبيات في مكتبة الكونغرس. كانت المكتبة تبعد نصف ميل عن منزله. ساهمت هذه التجربة في تشكيل هوفر نفسه وإنشاء ملفات مكتب التحقيقات الفيدرالي. أشار هوفر في رسالة عام 1951: «علمني هذا العمل قيمة جمع المواد. لقد أرسى لي أساسًا ممتازًا لعملي في مكتب التحقيقات الفيدرالي، إذ كان من الضروري جمع المعلومات والأدلة».
حصل هوفر على بكالوريوس في القانون من كلية الحقوق بجامعة جورج واشنطن عام 1916، إذ كان عضوًا في فرع ألفا نو بأخوية كابا ألفا، وهي أخوية جنوبية تأسست بدافع «الاستمرار في إرث زهرة الفروسية الجنوبية التي لا تضاهى» بعد هزيمة الكونفدرالية عام 1865. شمل خريجو كابا ألفا البارزون الذين أثروا على معتقدات هوفر المستقبلية، المؤلف توماس ديكسون وجون تيمبل غريفز. تخرج هوفر بدرجة الماجستير في القانون عام 1917 من نفس الجامعة، وبينما كان طالبًا في القانون، اهتم هوفر بمسيرة أنتوني كومستوك، مفتش البريد الأمريكي في مدينة نيويورك، الذي شن حملات مطولة ضد الاحتيال والرذيلة والمواد الإباحية وتحديد النسل.

## وزارة العدل

### قسم الطوارئ الحربية
عُين هوفر بعد حصوله مباشرة على درجة الماجستير في القانون، من قبل وزارة العدل للعمل في قسم الطوارئ الحربية. قبِل الوظيفة الإدارية في 27 يوليو 1917، عن عمر يناهز 22 عامًا، وكان راتب الوظيفة 990 دولارًا في السنة (23500 دولارًا أمريكيًا عام 2024) وأُعفى من التجنيد الإجباري.
سرعان ما أصبح هوفر رئيسًا لمكتب شؤون الأعداء الأجانب التابع للقسم، وفُوض من قبل الرئيس وودرو ويلسون في بداية الحرب العالمية الأولى باعتقال الأجانب المشتبه في ولائهم وسجنهم دون محاكمة. حصل على تفويض إضافي بموجب قانون التجسس لعام 1917. اعتقل المكتب 98 شخصًا من قائمة تضم 1400 ألماني مشتبه بهم يعيشون في الولايات المتحدة، وحدد 1172 شخصًا آخرين كمعتقلين محتملين.

### مكتب التحقيقات

#### رئيس قسم الراديكاليين
أصبح هوفر البالغ من العمر 24 عامًا رئيسًا لقسم الاستخبارات العامة الجديد التابع لمكتب التحقيقات في أغسطس 1919، وكان يُعرف أيضًا بقسم الراديكاليين، إذ تمثل هدفه في مراقبة وتعطيل عمل الجماعات الراديكالية المحلية. كانت فترة الخوف الأحمر الأولى في أمريكا قد بدأت، وكانت إحدى مهام هوفر الأولى تنفيذ مداهمات بالمر. راقب هوفر ومساعده المختار، جورج روتش مجموعة متنوعة من الراديكاليين الأمريكيين. شملت الأهداف خلال هذه الفترة ماركوس غارفي، وروز باستور ستوكس وسيريل بريجز، إيما غولدمان وألكسندر بيركمان، وقاضي المحكمة العليا المستقبلي فيليكس فرانكفورتر، الذي اعتبر هوفر أنه «أخطر رجل في الولايات المتحدة». نُصّب هوفر البالغ من العمر 25 عامًا، ماسونيًا في عام 1920 في المحفل الفيدرالي رقم 1 بالعاصمة واشنطن، ثم انضم إلى الطقس الإسكتلندي حيث حصل على درجة المفتش العام الفخري من الدرجة الثالثة والثلاثين في عام 1955.

#### رئيس مكتب التحقيقات الفيدرالي
ترقى هوفر في عام 1921 إلى منصب نائب رئيس مكتب التحقيقات الفيدرالي، وفي عام 1924 عينه النائب العام مديرًا بالإنابة. عين الرئيس كالفين كوليدج، هوفر في 10 مايو 1924 خامس مدير لمكتب التحقيقات الفيدرالي، وذلك جزئيًا كرد على مزاعم بتورط المدير السابق، ويليام جيه بيرنز، في فضيحة تي بوت دوم. كان تحت إمرة هوفر عندما تولى منصب مدير مكتب التحقيقات الفيدرالي، حوالي 650 موظفًا، بما في ذلك 441 عميلًا خاصًا. طرد هوفر جميع العاملات من المكتب ومنع توظيفهن في المستقبل.
لم يمكن التنبؤ بكيفية قيادة هوفر في بعض الأحيان، فقد كان يطرد عملاء المكتب بشكل متكرر، واستهدف أولئك الذين اعتقد أنهم «بدوا أغبياء مثل سائقي الشاحنات» أو الذين اعتبرهم «عديمي الجدوى». نقل العملاء الذين أساءوا إليه إلى مهام ومواقع تُنهي مسيرتهم المهنية. يُعد ملفين بورفيس مثالًا رئيسيًا، إذ كان بورفيس من أكثر العملاء فعالية في القبض على عصابات ثلاثينيات القرن العشرين وتفكيكها، ويُزعم أن هوفر ناور لإبعاده عن المكتب بسبب غيرته من التقدير العام الكبير الذي حصل عليه بورفيس.
أشرف هوفر في ديسمبر 1929 على ترتيبات حماية الوفد البحري الياباني الذي كان يزور واشنطن العاصمة في طريقه لحضور مفاوضات معاهدة لندن البحرية لعام 1930 (والمعروفة رسميًا باسم معاهدة تحديد وتقليص التسلح البحري). كان في استقبال الوفد الياباني في محطة (قطار) واشنطن يونيون وزير خارجية الولايات المتحدة هنري إل ستيمسون والسفير الياباني كاتسوحي ديبوتشي. زار الوفد الياباني بعدها البيت الأبيض للقاء الرئيس هربرت هوفر.

## روابط خارجية
- إدغار هوفر على موقع IMDb (الإنجليزية)
- إدغار هوفر على موقع الموسوعة البريطانية (الإنجليزية)
- إدغار هوفر على موقع مونزينجر (الألمانية)
- إدغار هوفر على موقع ميوزك برينز (الإنجليزية)
- إدغار هوفر على موقع إن إن دي بي (الإنجليزية)
- إدغار هوفر على موقع قاعدة بيانات الفيلم (الإنجليزية)